# 5時の魔法使い
『5時の魔法使い』（ごじのまほうつかい）は2002年7月から同年12月まで東京MXテレビで放送されていたテレビ番組。

## 概要
東京都千代田区有楽町のビックカメラ有楽町本館内にあるサテライトスタジオ、ゼベックスタジオからの公開生放送によるバラエティ番組。ゼベックスタジオからのテレビ放送は初の試みであったが、小さいスタジオであったため、大掛かりなセットが設置できず、マイク・小型テーブル・ノート型パソコン・ワイドテレビのみの簡素なセットだった。
前番組のBEAT BOX!を引き継いだ音楽番組としての意味合いも残しており、プロモーションビデオのリクエスト受付および放映を行っていた。
番組公式のホームページには電子掲示板を設置し、放送中にアシスタントの島村典子がリクエスト・質問・メッセージなどの書き込みを紹介していた。またWebカメラを設置してスタジオの様子をストリーミング放送していた。Webカメラは主に島村の席に設置されていたが、コーナーによっては島村が画面から消えていて、誰も映っていないという状態になっていることもあった。これらのインターネットを利用した試みは当時放送されていたテレバイダーに準じたものだった。
曜日毎にテーマが設定されていて、これにちなんだトークやゲームが行われていたが、場合によっては観覧者や通行人などの一般人をスタジオに招き入れて参加させることもあった。

## 出演者
総合司会
- 山下しげのり

アシスタント
- 島村典子

番組内では「スウィーティーちゃん」と呼ばれていた。
曜日別レギュラー
- 月曜日：Kids Alive
- 火曜日：拝郷メイコ
- 水曜日：FLAME
- 木曜日：AI-SACHI、イタバシマサヒロ（『BOYS BE…』原作者、恋愛評論家）（恋愛相談コーナーのみ）
- 金曜日：FAIRY FORE

マジカルミステリーツアーズ
- じゅんご 他

番組開始から3ヶ月ほど経過した頃に加入。お笑い芸人を4人集めたもので、街で番組に参加してくれる一般人を探していた。島村が体調不良で番組を休んだ日は、掲示板の返信を代行していた。途中で1人が脱退した。衣装は揃いの白いTシャツ。

## 放送時間
- 毎週月曜日 - 金曜日17:00 - 18:30

## 曜日別テーマ
- 月曜日：
- 火曜日：悩み
- 水曜日：
- 木曜日：恋の予感の木曜日
- 金曜日：ダンスダンスの金曜日

## エピソード
- オープニングでは山下がテーマ曲を毎日ゼベックスタジオの前の歩道から生で歌っていた。
- 番組観覧は自由で、ビックカメラ店舗内やスタジオ前の歩道からスタジオ内を観覧できた。しかし、水曜日のみFLAMEファンが殺到したため、観覧のためには整理券が必要だった。[要出典]
- プロモーションビデオのリクエストは、番組側で毎回用意している十数曲に対して受け付けているため、用意されていないものについては放映できなかった。そのため、「もっと曲目を増やして欲しい」「J-POPや洋楽以外のジャンルの曲も入れて欲しい」といった不満が掲示板に寄せられることが多々あった。[要出典]
- 掲示板に書き込まれたいくつかのメッセージに対しては島村が返信をしていたが、ときどき山下がメッセージを残すこともあった。

## スタッフ
- 音楽：金剛地武志
- 制作：東京MXテレビ